# David van der Kellen (I)

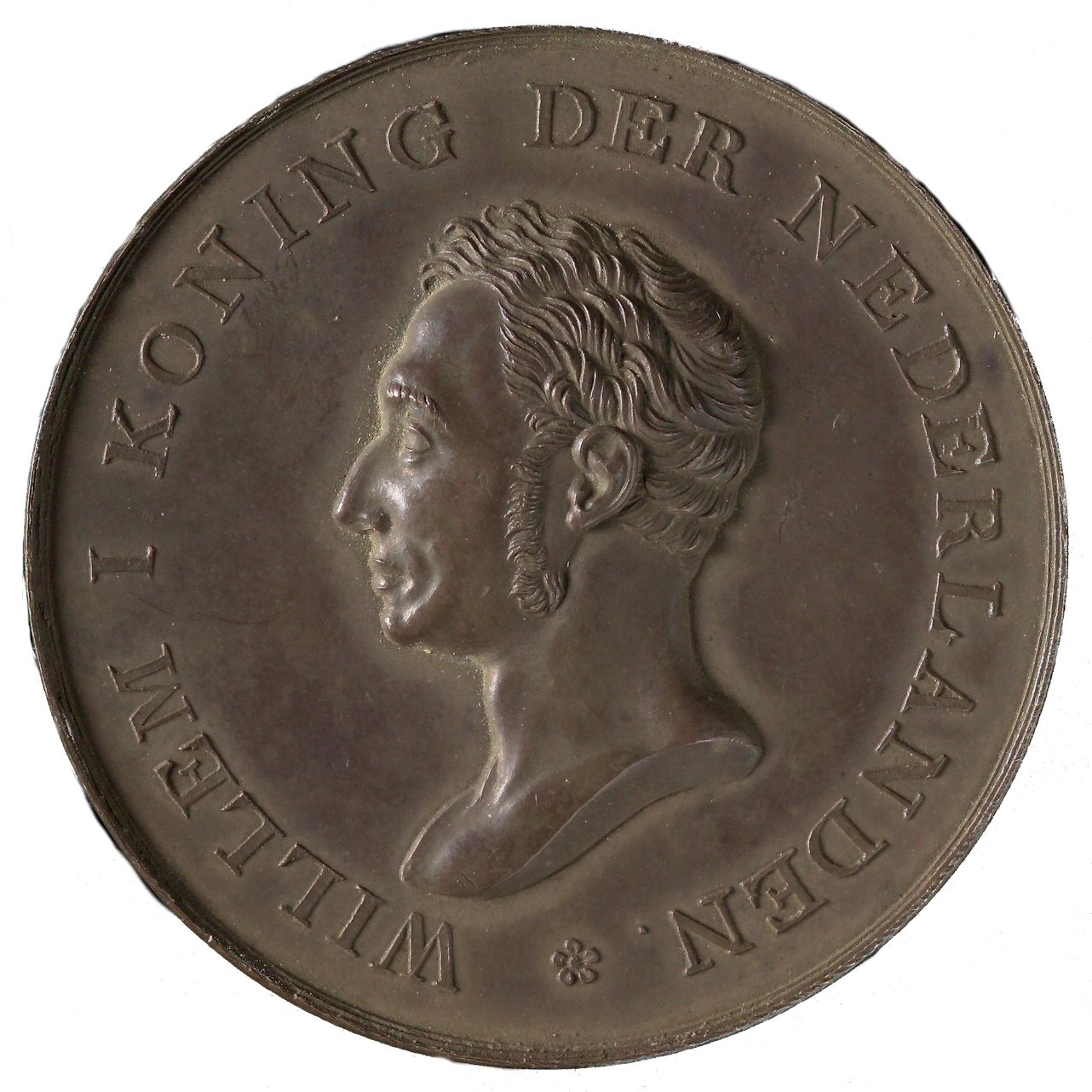
penning ter gelegenheid van de opening van de Koninklijke Akademie van Beeldende Kunsten (1820) in Amsterdam

David van der Kellen (Velsen, 22 september 1764 – Utrecht, 16 december 1825) was een Nederlands tekenaar, medailleur en stempelsnijder. Ter onderscheid van zijn gelijknamige zoon en kleinzoon, wordt hij in de literatuur wel vermeld als David van der Kellen sr. en David van der Kellen (I).

## Leven en werk
David van der Kellen was een zoon van de uit Osnabrück afkomstige Ernst van der Kellen en Sara Schaap(s)kam(p). Hij was al jong wees en werd opgenomen in het Luthers weeshuis in Haarlem. Hij kreeg een opleiding tot goudsmid en leerde tekenen en graveren. Van der Kellen trok naar Amsterdam, waar hij in de leer ging bij medailleur Johan Georg Holtzhey.  Hij werd in 1809, onder koning Lodewijk Napoleon, aangesteld als stempelsnijder bij de Munt in Utrecht. Later werden alle stempels voor Utrecht vanuit Frankrijk geleverd. Van 1813 tot aan zijn overlijden was Van der Kellen opnieuw stempelsnijder. Hij sneed onder meer de stempels voor de gouden dukaat van 1814.
Van der Kellen was getrouwd met Anna Elisabeth Trouwman uit Haarlem. Uit hun huwelijk werd onder anderen een zoon David van der Kellen jr. geboren. Hij kreeg les van zijn vader en volgde in diens voetsporen als stempelsnijder. Van der Kellen sr. gaf ook les aan Johan Philip Menger, wiens zus trouwde met David jr.
David van der Kellen overleed op 61-jarige leeftijd.

## Enkele werken
- 1806 penning ter gelegenheid van het vijftigjarig bestaan van de Stichtingen van de weduwe Van Reede van Renswoude.
- 1814 penning ter gelegenheid van het bezoek van koning Willem I aan de Munt in Utrecht.
- 1814 penning ter gelegenheid van het bezoek van tsaar Alexander I aan de Munt in Utrecht.
- 1820 penning ter gelegenheid van de opening van de Koninklijke Akademie van Beeldende Kunsten in Amsterdam.
- 1825 onderscheidingsteken voor Langdurige, Eerlijke en Trouwe Dienst

- Biografisch Portaal: 11127330
- Digitale Bibliotheek voor de Nederlandse Letteren: kell011
- International Standard Name Identifier: 0000 0003 8714 1019
- Nederlandse Thesaurus van Auteursnamen: 070081271
- RKD-Nederlands Instituut voor Kunstgeschiedenis: 90500
- Virtual International Authority File: 280050423
- WorldCat: E39PBJr3tpRDWKMYT7gmw4Fh73